# W. Warren Barbour
W. Warren Barbour (Monmouth Beach, 1888. július 31. – Washington, 1943. november 22.) az Amerikai Egyesült Államok szenátora (New Jersey, 1931–1937 és 1938–1943).